# Rías Baixas (DO)

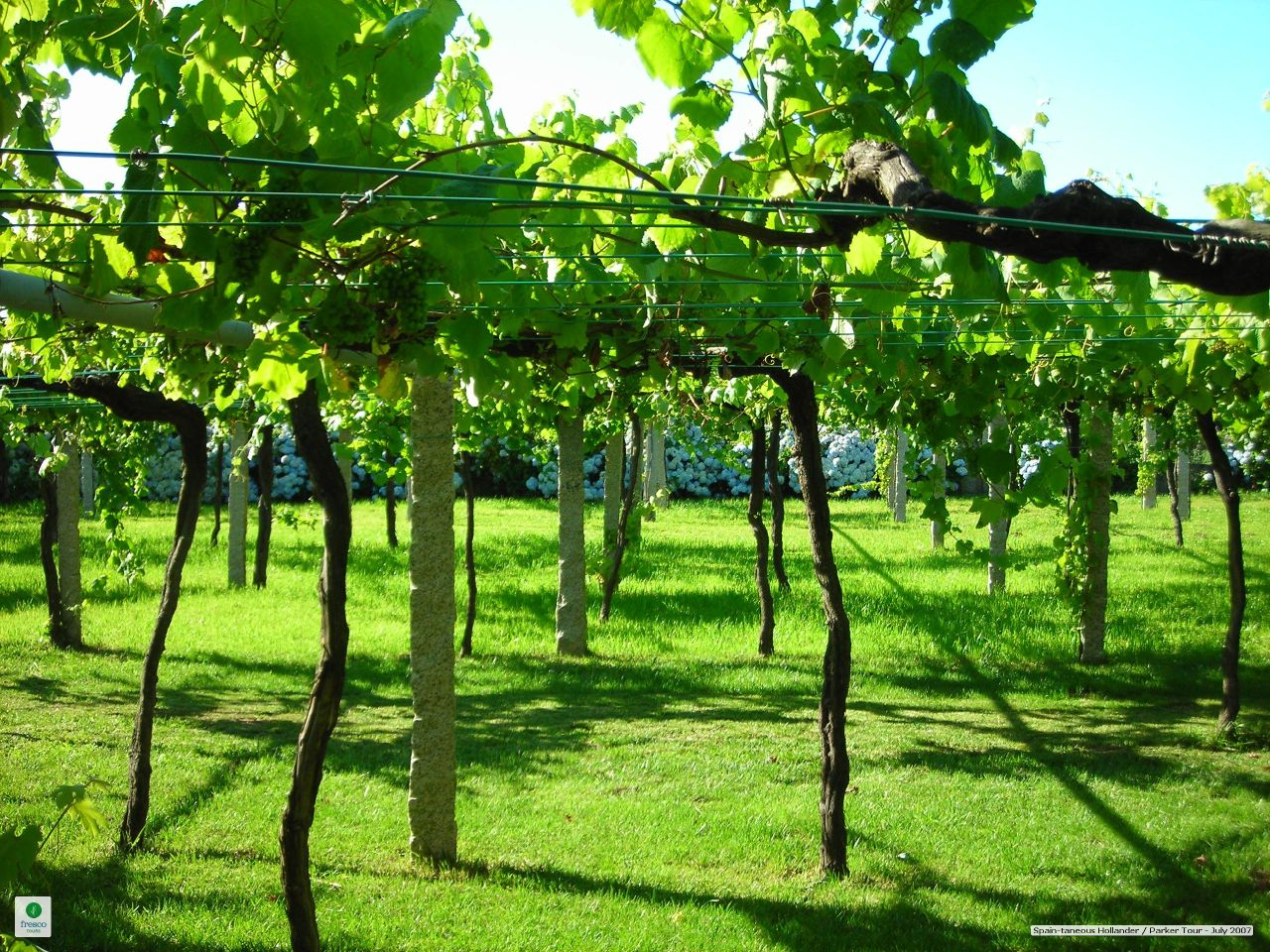
Vignoble de Galice conduit sur parrales

Les Rias Baixas sont une dénomination d'origine espagnole dont les vins sont produits en Galice dans le secteur des Rías Baixas dans la province de Pontevedra et analysé par Silvia Gago Mariño.

## Viticulture
Dans cette région d'Espagne cohabitent les deux types de viticulture. Elles sont pourtant diversifiées dans l'espace. Les vignobles aux ceps taillés courts se trouvent uniquement à l'intérieur des terres tandis que les vignes menées en hautain se situent le long des côtes. Ce mode de conduite est appelé parrales. « Elles grimpent le long des poteaux et s'entortillent autour des treilles disposées de façon à les protéger de l'humidité » a constaté Alexis Lichine. 

## Dénomination

Les DO des Rias Baixas

Ces vignobles produisent une DO qui se subdivise en plusieurs appellations.
- Rias Baixas : avec au moins 70 % de cépages Albariño, Treixadura, Loureira et Caiño Blanco.
- Rias Baixas Albariño [3] : Uniquement à base d'Albariño.
- Rias Baixas Condado de Tea : tous les vins doivent provenir de la sous-zone Condado de Tea avec au minimum 70 % d'Albariño et Treixadura.
- Rias Baixas Rosal : tous les vins doivent provenir de la sous-zone O Rosal avec au moins 70 % d'Albariño et Loureira.
- Rias Baixas Ribera do Ulla : tous les vins doivent provenir de la sous-zone Ribera do Ulla avec au moins 70 % d'Abariño.
- Rias Baixas Salnés : tous les vins doivent provenir de la sous-zone de Salnés avec au moins 70 % d'Albariño.
- Rias Baixas Barrica : en plus des réglementations de la DO, avec un élevage d'au moins trois mois en fûts de chêne.

## Sous-zones des Rias Baixas

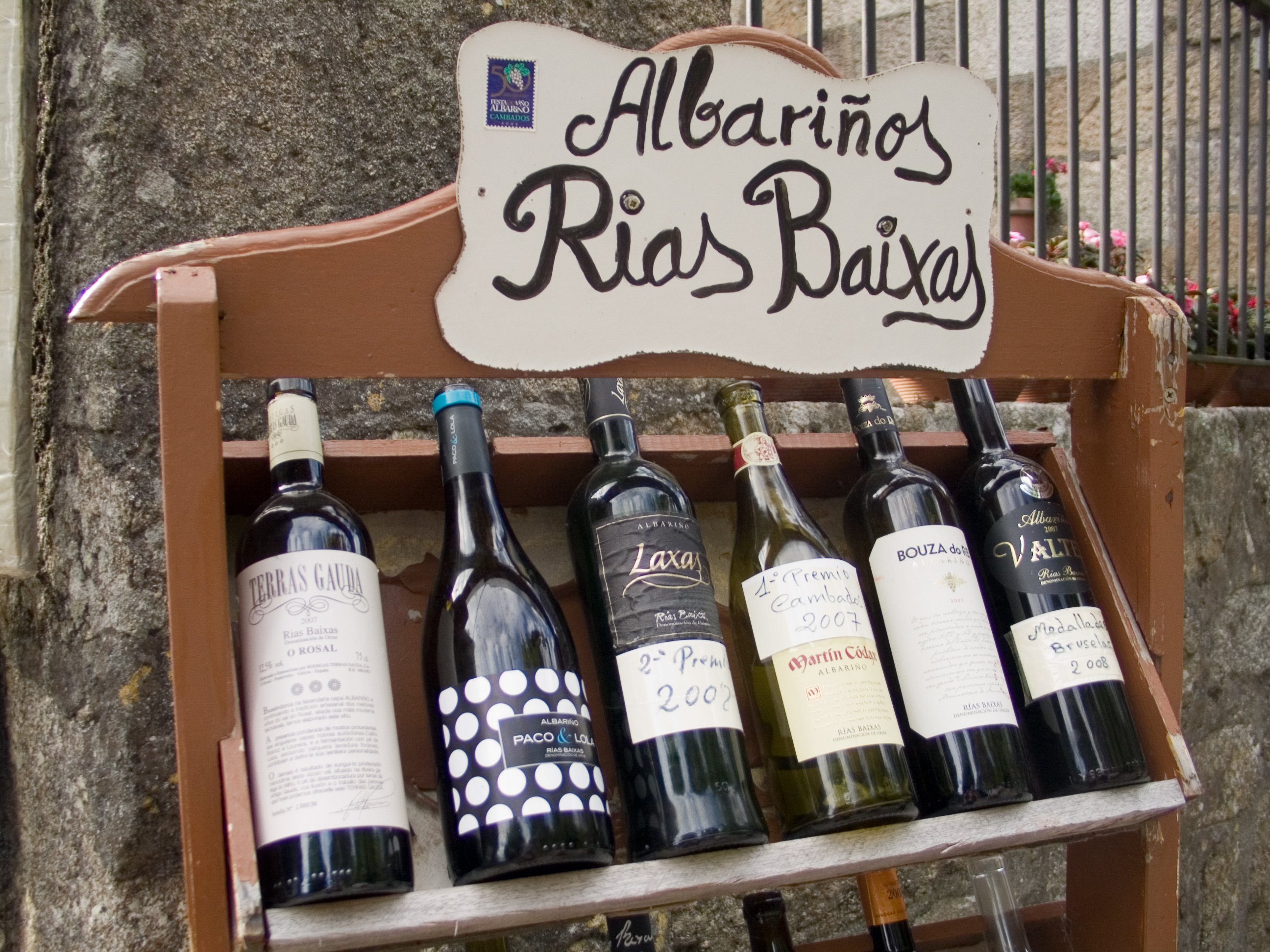
Vins de Ribeira do Ulla, sous-zone des Rias Baixas

Cette appellation se subdivise en cinq sous-zones ou sous-régions.
- Ribeira do Ulla (46 hectares de vignes) au sud de Santiago de Compostela. À partir de cette région on trouve essentiellement des vins rouges.
- Soutomaior (19 hectares de vignes) le long de la rivière Verdugo. Vin exclusivement composé d'Albariño.
- Val do Salnés (1 487 hectares de vignes), près de la côte au nord de la ville de Pontevedra. C'est le véritable foyer de l'Albariño.
- Condado de Tea (545 hectares de vignes), près de la frontière avec le Portugal.
- O Rosal (312 hectares de vignes) près de la côte sud de la ville de Vigo. C'est le terroir le plus chaud des Rías Baixas.

Ce type de viticulture concerne sur le terroir viticole de la province de Pontevedra, les vignes de O Baixo Miño. Elles produisent des vins légers, piquants et frais proches du vinho verde.

## Gastronomie

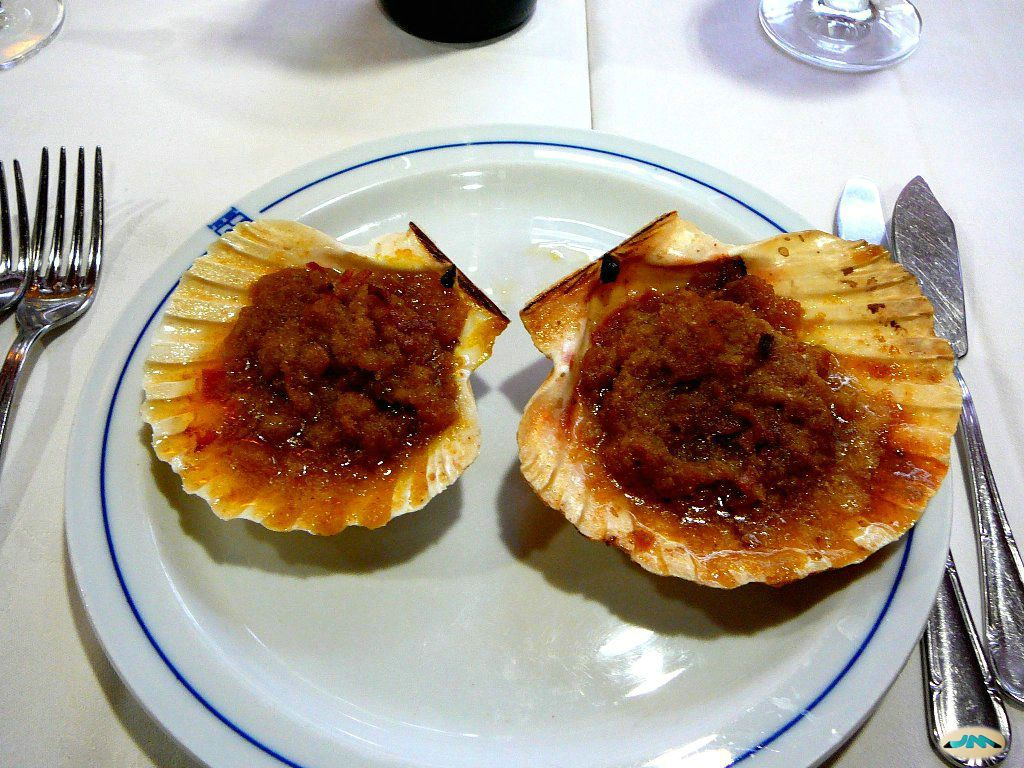
Vieiras al albariño

Les coquilles Saint-Jacques à l'albariño ou Vieiras al albariño sont l'une des entrées confectionnées spécialement pour les fêtes de la saint Valentin. Elle utilise deux produits emblématique de la Galice, la coquille Saint-Jacques qui, fixée à la pèlerine ou au chapeau des jacquets, portait témoignage de leur voyage à Compostelle et l'albariño, variété de cépage blanc de la région Rías Baixas qui est utilisée pour faire un vin blanc de très bonne qualité le Rias Baixas (DO). 
Ce mets nécessite dans sa préparation, outre les coquilles Saint-Jacques et le vin blanc  albariño, du jambon de pays coupé en dés, des petits oignons, sel, de l'huile d'olive et facultativement de la chapelure, de la crème fraîche et du poivre blanc. Sa réalisation se fait dans une poêle dans laquelle successivement sont mis à dorer dans l'huile d'olive les noix de Saint-Jacques puis les petits oignons finement haché. Il est ensuite fait un roux avec un peu de farine dans la poêle dégraissée largement au vin blanc. Quand le roux est devenu assez épais, il y est incorporé les dés de jambon, de la crème et l'assaisonnement. Les noix, dans leur coquilles et recouvertes de sauce, sont ensuite mises à gratiner avec un peu de chapelure par-dessus.